# Ärztedenkmal
Das Ärztedenkmal in Eisenach wurde 1926 zum Andenken an die im Ersten Weltkrieg gefallenen deutschen Ärzte errichtet. 1997 wurde es anlässlich des 100. Deutschen Ärztetages in Eisenach rekonstruiert und nun von der Deutschen Ärzteschaft „allen Ärztinnen und Ärzten gewidmet, die in Ausübung ihres Berufes Opfer von Krieg, Terror und Gewaltherrschaft wurden“.

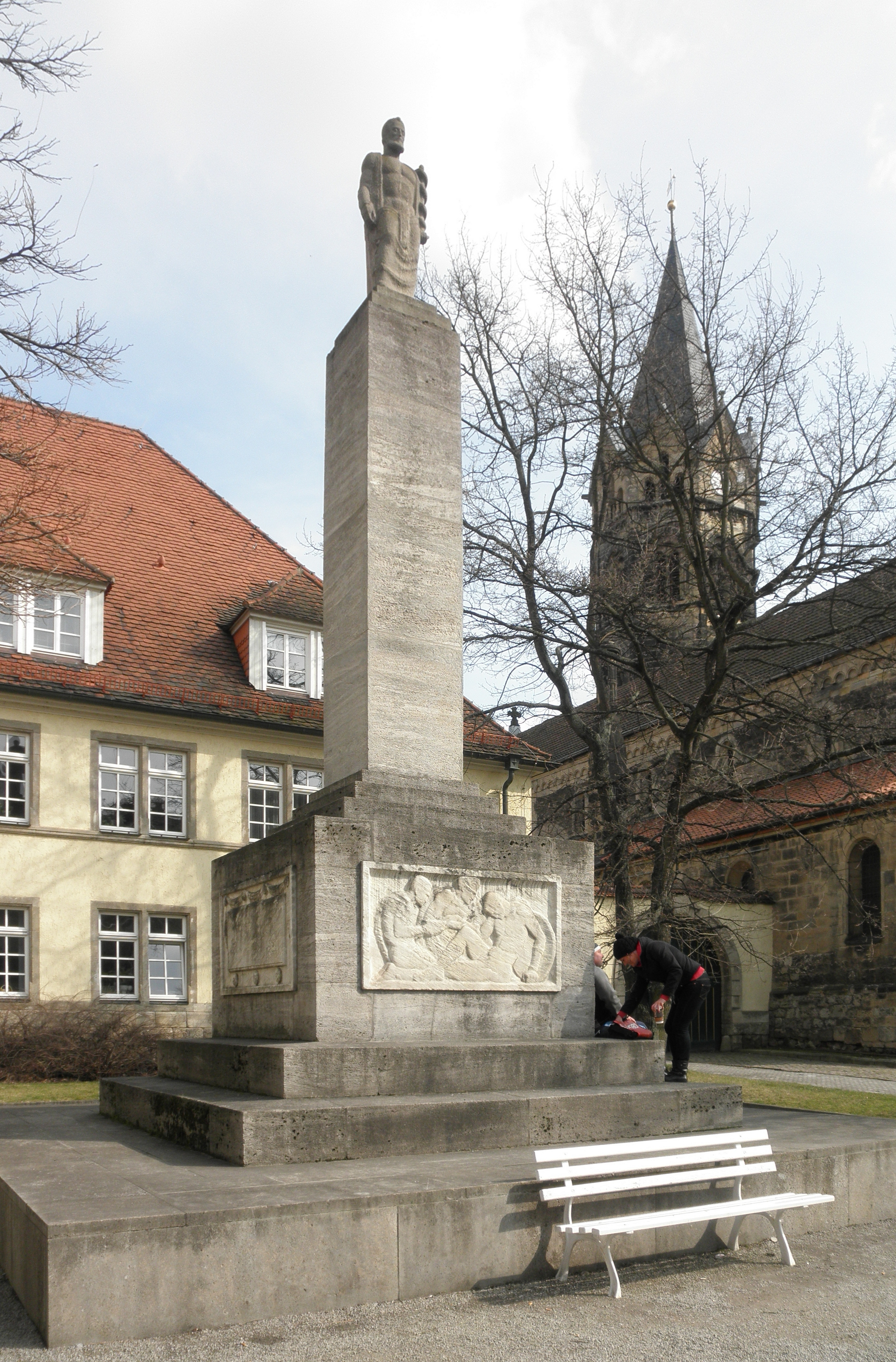
Das Ärztedenkmal auf dem Karlsplatz in Eisenach (2010)

## Geschichte
Anlässlich des 50. Deutschen Ärztetages ließ der Deutsche Ärztevereinsbund zur Erinnerung an die im Ersten Weltkrieg in Ausübung ihres Dienstes gefallenen deutschen Ärzte 1926 in Eisenach auf dem Karlsplatz ein Ärztedenkmal errichten. Es wurde entworfen und geschaffen von Hugo Lederer (Berlin). Der Aufbau des etwa 9 Meter hohen Denkmals erfolgte in Muschelkalk, die Tafeln am Unterbau waren aus schlesischem Marmor, die Schrift war in Bronze ausgeführt, die lebensgroße Figur des Aeskulap oben in Stein, aber antik vergoldet. Ein Sockelrelief stellte das Sinnbild ärztlicher Fürsorge für einen gefallenen Kameraden dar. Das Denkmal trug die Inschrift: „DULCE ET DECORUM EST PRO PATRIA MORI“. Hinter einer der Relieftafeln wurde eine Zinkschatulle eingelassen, die ein Pergament mit den handgeschriebenen Namen „aller im Ersten Weltkrieg gefallenen oder an den Kriegsfolgen verstorbenen Deutschen Ärzte“ enthielt. An der Einweihung des in seiner Art einzigartigen Ehrenmals am 27. Juni 1926 nahmen Ärzteschaft und Eisenacher Bevölkerung großen Anteil.
Bei den Luftangriffen auf die Eisenacher Innenstadt 1944/45 wurde das Denkmal beschädigt. 1949 stellte man es in vereinfachter Form wieder her. 1950 wurde die Inschrift des Denkmals herausgeschlagen. Die Eisenacher Gemeindevertretung beschloss den Abriss des Ehrenmals. Eisenacher Ärzte alarmierten westdeutsche Kollegen, diese das Präsidium des Deutschen Ärztetages in Bonn. Dieses intervenierte bei der DDR-Regierung. Nach Eisenach erging dann durch das Innenministerium der Bescheid, dass vorerst keine Veranlassung bestehe, das Denkmal zu beseitigen.  Dieses litt in den nächsten Jahren erheblich unter Verwitterung und fehlender Pflege. Seine dadurch hervorgerufene Unansehnlichkeit führte dazu, dass das Ehrenmal sogar in der Eisenacher Bevölkerung „in Vergessenheit geriet“. 1988 unternahm die Arbeitsgemeinschaft christlicher Ärzte der DDR den Versuch einer Rekonstruktion des Denkmals, der „nur teilweise gelang“.
Der Chefarzt des Diakonissenkrankenhauses Eisenach, vor dem das Ärztedenkmal stand, Dr. Gerhard Hasse (gleichzeitig seit der Friedlichen Revolution Bürgerrechtler und Stadtratsmitglied in Eisenach), regte Anfang der 1990er Jahre in den deutschen Ärztegremien – der Bundesärztekammer und der Landesärztekammer Thüringen – eine durchgreifende Rekonstruktion des Ehrenmals an. Mit Unterstützung der Deutschen Stiftung Denkmalschutz erfolgten entsprechende Spendenaufrufe an die Ärzteschaft. Der Sanierungsbedarf wurde auf 150.000 bis 200.000 DM geschätzt. Das rekonstruierte Ehrenmal konnte zum 100. Deutschen Ärztetag in Eisenach 1997 wieder feierlich eingeweiht werden. Der Ehrenpräsident des Ärztetages war Dr. Hasse.
Die 1950 entfernte ursprüngliche Widmung am Denkmal wurde ersetzt durch „Für die im Weltkrieg gefallenen deutschen Ärzte“. Dazu kam eine Inschrift: „Die Deutsche Ärzteschaft widmet dieses Denkmal allen Ärztinnen und Ärzten, die in Ausübung ihres Berufes Opfer von Krieg, Terror und Gewaltherrschaft wurden“. Die Diakonissen des benachbarten Mutterhauses in Eisenach haben das Denkmal in ihre persönliche Pflege genommen.

## Bilder

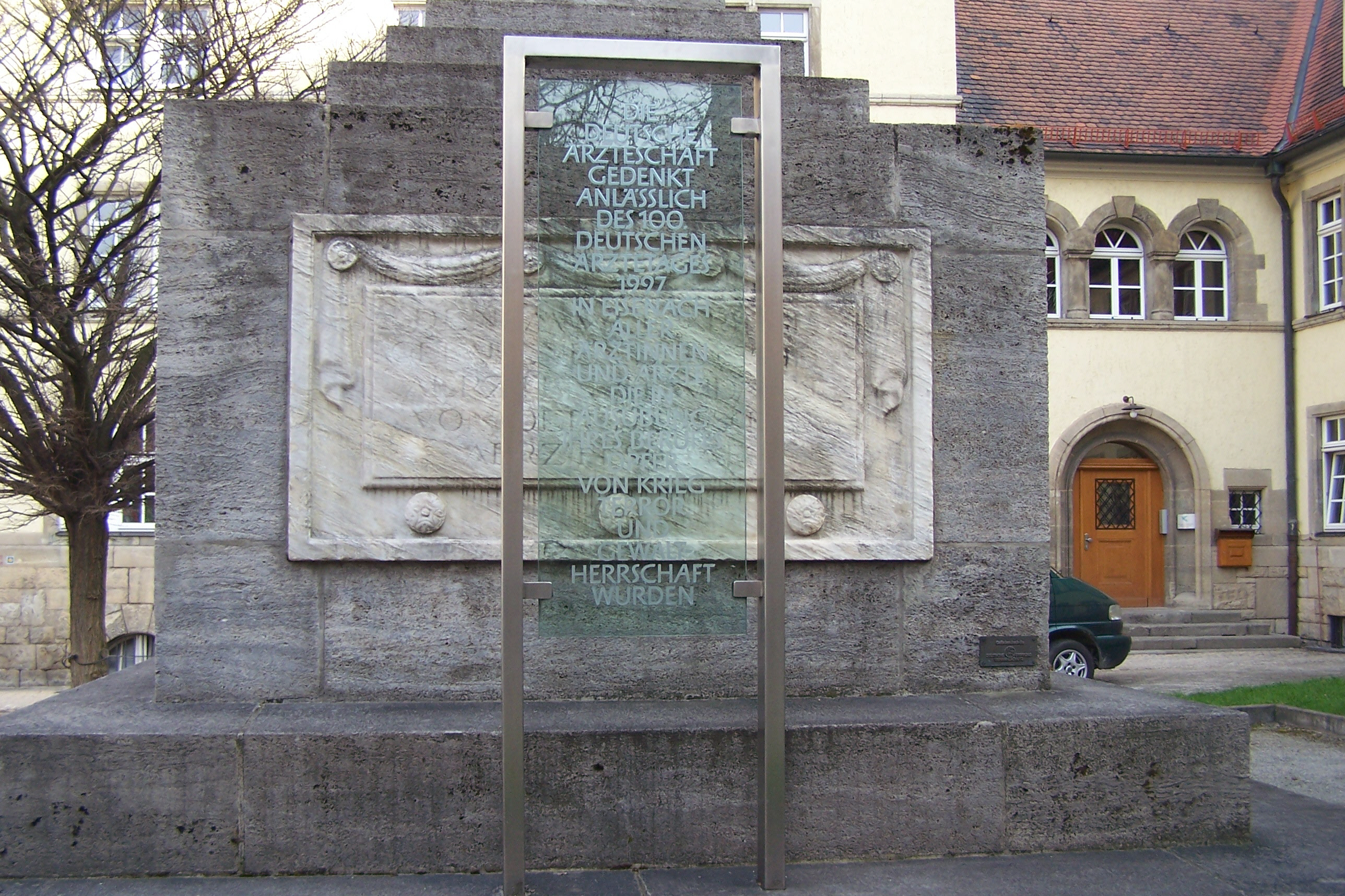
Schrifttafel Südseite und Erläuterung
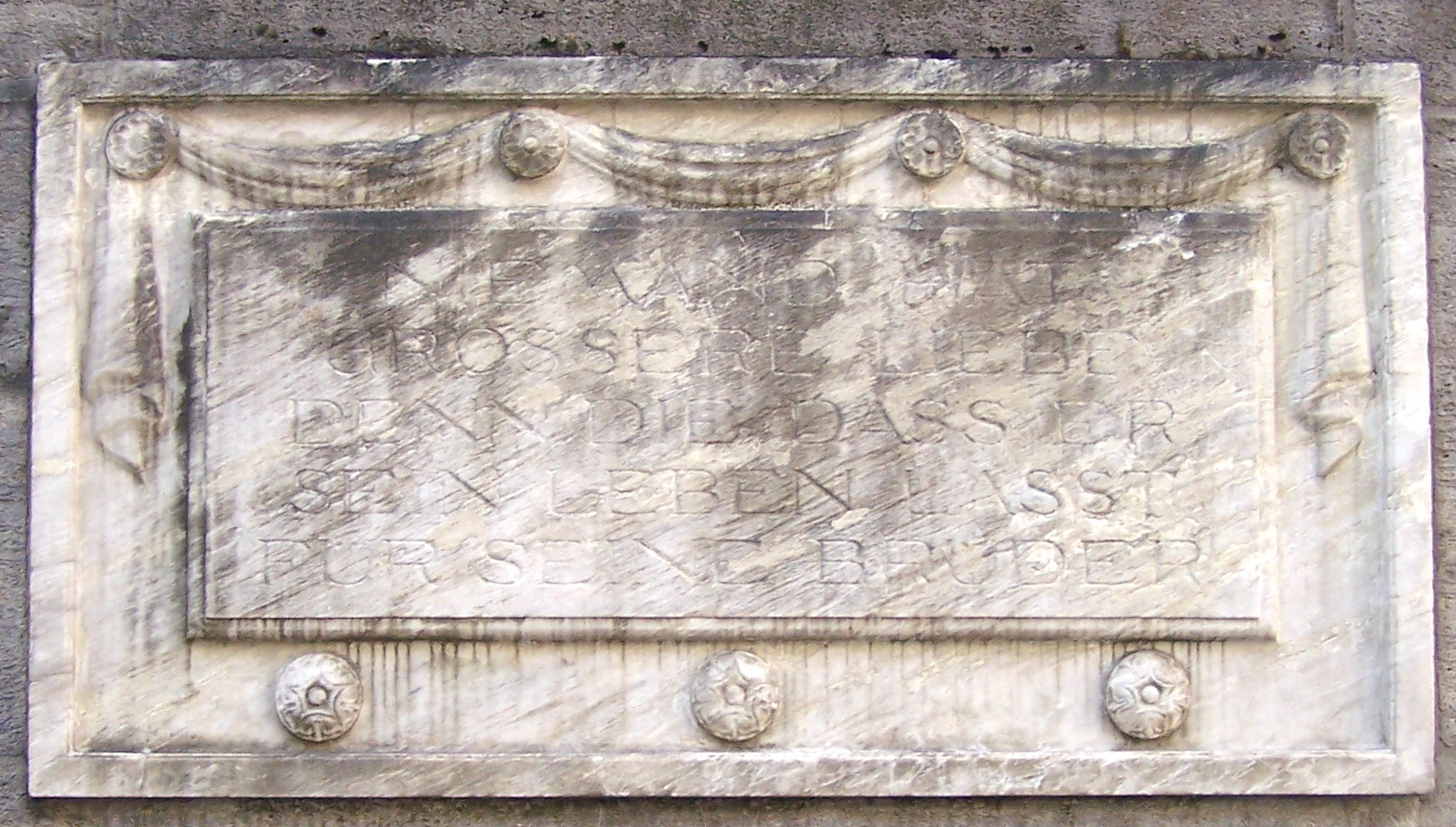
Schrifttafel Nordseite
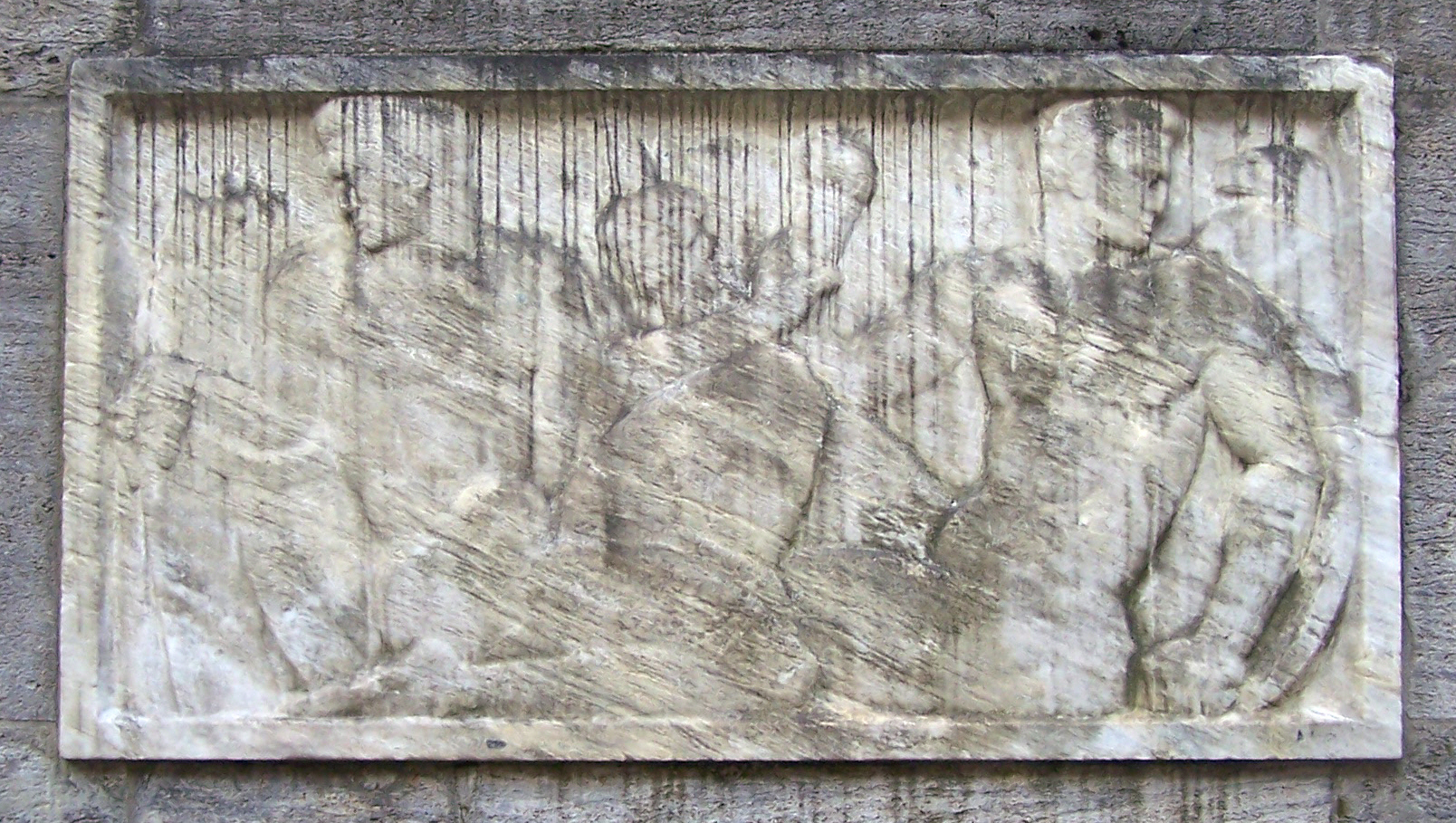
Bildtafel Ostseite
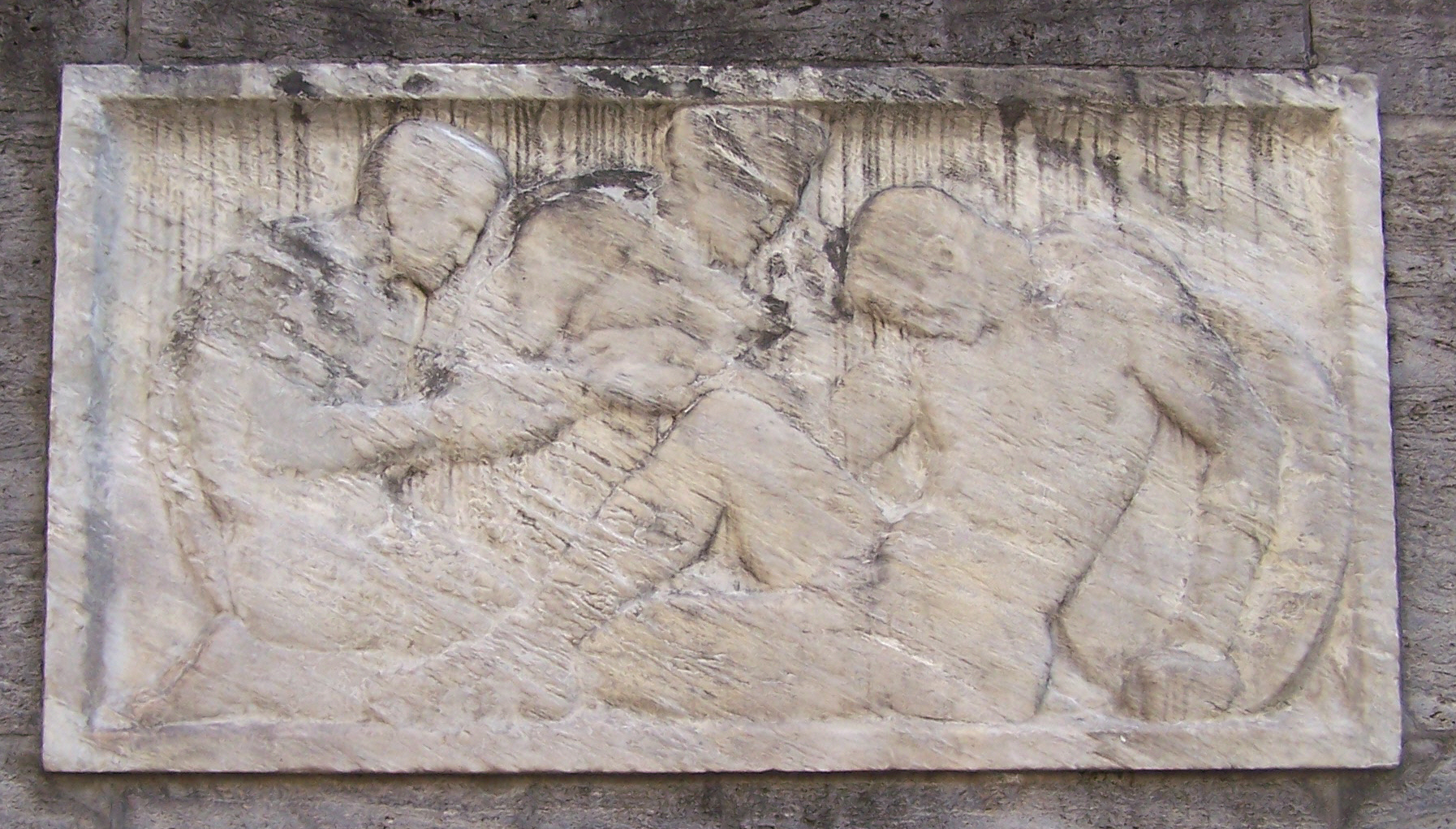
Bildtafel Westseite